# Signaltheorie
Die Signaltheorie beschäftigt sich mit der Übertragung von Signalen über verschiedene physische Medien und untersucht den Einfluss, den diese Medien und die Umwelt auf die Signale ausüben. Dazu wird derzeit vor allem elektrischer Strom genutzt, so dass die Signaltheorie meist als Teilgebiet der Elektrotechnik angesehen wird. Viele signaltheoretische Konzepte gelten aber auch bei Verwendung anderer Informationsträger wie beispielsweise Licht (Optische Signalübertragung).

## Signale
Zur Datenübertragung werden die Rohdaten in eine Form umgewandelt, die über das gewählte Transportmedium geschickt werden kann. Das kann analog geschehen, indem z. B. der von einem Mikrofon erzeugte Strom direkt über ein Kabel zum Verstärker übertragen wird, oder digital, wobei die Daten erst abgetastet und in diskrete (häufig binär codierte) Werte umgesetzt werden, die dann als Stromstöße oder unterschiedlich hohe Spannungen über das Medium geschickt werden.
Signale können nach verschiedenen Gesichtspunkten klassifiziert werden. So unterscheidet man periodische (sich in regelmäßigen Abständen wiederholende) und nichtperiodische Signale oder Leistungssignale (mit einer endlichen elektrischen Leistung und rechnerisch unendlicher Energie) und Energiesignale (mit einer endlichen Energie und ohne übertragene Leistung). Bei Signalen, die konkrete Daten repräsentieren, unterscheidet man in der Praxis auch je nach verwendeter Codierung zwischen RZ- und NRZ-Signalen.
Zur Systemanalyse können einige spezielle Signale verwendet werden, die zum Teil in der Praxis nicht oder nur in grober Näherung realisiert werden können, wie die Sprungfunktion oder die Dirac-Funktion.

## Systeme
Werden so erzeugte Signale über einen Leiter übertragen, wirkt dieser mit seinem Ohmschen Widerstand, seiner Kapazität und seiner Induktivität auf das Signal ein, so dass es sich durch die Übertragung verändert. Gerade in modernen miniaturisierten Schaltungen können auch Signale auf benachbarten Leitungen durch Übersprechen das Signal verändern. Die mathematische Beschreibung dieser Vorgänge ist ebenfalls Gegenstand der Signaltheorie. Dabei betrachtet man ganz allgemein Vierpole. Dabei handelt es sich um Systeme mit zwei Anschlusspaaren, einem Eingang, an dem man ein Eingangssignal anlegt und einem Ausgang, an dem man ein (in der Regel verändertes) Ausgangssignal erhält. Ein Vierpol kann also eine einfache Leitung oder ein ganzes Netzwerk verschiedener Bauelemente sein.
Die für die Signalübertragung wichtigsten Eigenschaften eines Vierpols sind das Einschwingverhalten und der Frequenzgang. Aussagen über den Frequenzgang liefert die Impulsantwort, das ist die Systemantwort auf den Dirac-Impuls. Aussagen über das Einschwingverhalten liefert die Sprungantwort, also die Systemantwort auf einen Sprung am Eingang.
Entsprechend ihrer Eigenschaften unterscheidet man folgende Systemarten:
- Bei linearen Systemen gilt das Überlagerungsprinzip, bei nichtlinearen Systemen nicht.
- Bei kausalen Systemen kann man erst dann eine Systemreaktion am Ausgang feststellen, wenn ein Eingangssignal angelegt wird (nichtkausale Systeme, bei denen die Reaktion vor der Erregung eintritt, sind nicht realisierbar, sondern können nur als mathematisches Modell betrachtet werden).
- Zeitinvariante Systeme ändern ihre Eigenschaften (zumindest während der betrachteten Zeitspanne) nicht. Wird dasselbe Eingangssignal wiederholt angelegt, erhält man immer dieselbe Systemreaktion.

Für die Praxis von besonderer Bedeutung sind also lineare zeitinvariante Systeme oder LTI-Systeme (LTI: linear time invariant). Dass die Systeme kausal sein sollen, wird nicht ausdrücklich gefordert, da alle realen Systeme zeitlich kausal sind. Die meisten elektronischen Standardschaltungen aus Widerständen, Kondensatoren, Spulen und Transistoren stellen näherungsweise LTI-Systeme dar.

## Mathematische Hilfsmittel
- Signale werden zur Analyse meist als Funktionen ausgedrückt, die die Signalamplitude in Abhängigkeit zur Zeit beschreiben.
- Mit Differentialgleichungen können die Eigenschaften von Leitungen modelliert werden.
- Periodische Signale können mittels der Fourier-Reihendarstellung als Summe mehrerer harmonischer Signale dargestellt werden.
- Die Fourier-Transformation (siehe auch Operatorrechnung) ermöglicht die Analyse von Signalspektren.
- Die Faltung erlaubt die Berechnung des Ausgangssignals eines linearen Systems mit bekannter Impulsantwort für beliebige Eingangssignale.

### Fachbücher
- Ottmar Beucher: Signale und Systeme: Theorie, Simulation, Anwendung: Eine beispielorientierte Einführung mit MATLAB. Springer Berlin Heidelberg, Berlin, Heidelberg 2019, ISBN 978-3-662-58043-1, doi:10.1007/978-3-662-58044-8.
- Alfred Mertins: Signaltheorie: Grundlagen der Signalbeschreibung, Filterbänke, Wavelets, Zeit-Frequenz-Analyse, Parameter- und Signalschätzung. Springer Fachmedien Wiesbaden, Wiesbaden 2020, ISBN 978-3-658-29647-6, doi:10.1007/978-3-658-29648-3.
- Erchin Serpedin, Thomas Chen, Dinesh Rajan (Hrsg.): Mathematical Foundations for Signal Processing, Communications, and Networking. CRC Press, 2017, ISBN 978-1-138-07216-9 (englisch).

### Skripte & Andere
- Systemtheorie Online. Hochschule Karlsruhe, abgerufen am 10. November 2022.